# Centaurea antennata
Centaurea antennata — вид квіткових рослин айстрових (Asteraceae). Ендемік півдня Іспанії.

## Біоморфологічна характеристика
Багаторічна рослина 20 см заввишки. 2n = 22.